# Saint-Alban-d'Hurtières
Saint-Alban-d'Hurtières è un comune francese di 329 abitanti situato nel dipartimento della Savoia della regione dell'Alvernia-Rodano-Alpi.
Il 7 novembre 2013 ha cambiato nome da Saint-Alban-des-Hurtières a Saint-Alban-d'Hurtières.

## Società

### Evoluzione demografica
Abitanti censiti